# Cheumatopsyche cahaba
Cheumatopsyche cahaba là một loài Trichoptera trong họ Hydropsychidae. Chúng phân bố ở miền Tân bắc.